# カタンザーロ県

カタンザーロ県
Provincia di Catanzaro

カタンザーロ県（カタンザーロけん、イタリア語: Provincia di Catanzaro）は、イタリア共和国カラブリア州に属する県の一つ。県都カタンザーロ（カタンツァーロ）はカラブリア州の州都である。

## 地理

### 位置・広がり
カラブリア州南部に位置する県で、西はティレニア海のサンテウフェーミア湾 (Golfo di Sant'Eufemia)、東はイオニア海のスクイッラーチェ湾 (Golfo di Squillace) に面する。県都カタンザーロは県東部の内陸に位置し、ヴィボ・ヴァレンツィアから北東へ約50km、コゼンツァから南南東へ約52km、レッジョ・ディ・カラブリアから北東へ約121km、ターラントから南南西へ約182km、ナポリから南東へ約293kmの距離にある。

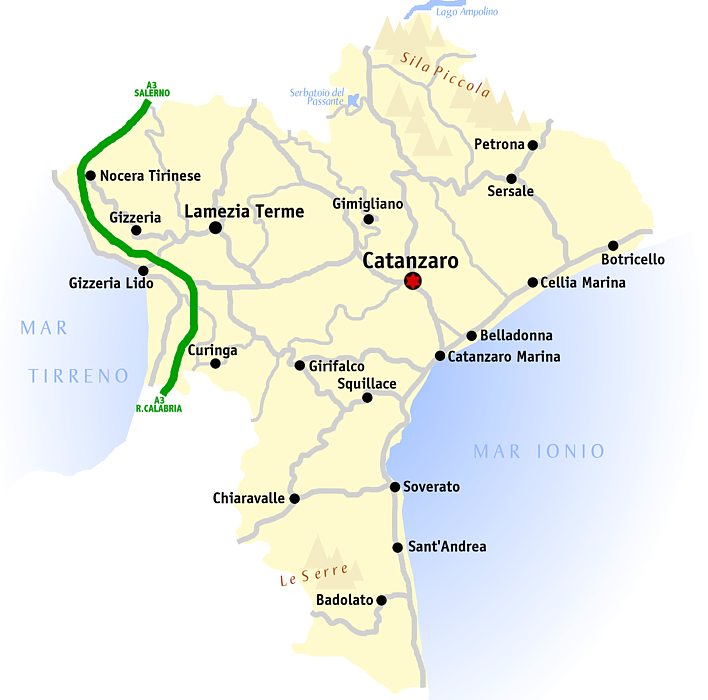
カタンザーロ県概略図

隣接する県は以下の通り。
- 北 - コゼンツァ県
- 北東 - クロトーネ県
- 南 - レッジョ・カラブリア県
- 南西 - ヴィボ・ヴァレンツィア県

### 主要な都市
2001年の国勢調査に基づく居住地区（Località abitata）別人口統計によれば、人口5000人以上の都市・集落は以下の通り。（　）内は所属コムーネ（自治体）名を示すが、都市名と同一の場合は省いた。
- カタンザーロ - 83,803人
- NICASTRO-SAMBIASE（ラメーツィア・テルメ） - 55,384人
- ソヴェラート・マリーナ（ソヴェラート） - 8,490人
- ジリファルコ - 6,102人

- カタンザーロ
- ラメーツィア・テルメ
- ソヴェラート湾

## 人物

### 著名な出身者
- カッシオドルス - 5世紀の著述家。
- レナート・ドゥルベッコ - 20-21世紀のウイルス学者。カタンザーロ生まれ。